# Limita
Limita – odraczanie obrad Sejmu na późniejszy termin przy zachowaniu w mocy uchwał podjętych przed odroczeniem oraz przy utrzymaniu ważności mandatów członków izby poselskiej. Limitowanie sejmów zostało wprowadzone w 1712 roku i miało za zadanie przeciwdziałać próbom zrywania sejmów.